# لوران مانگل
لوران مانگل (فرانسوی: Laurent Mangel‎؛ زادهٔ ۲۲ مهٔ ۱۹۸۱) دوچرخه‌سوار اهل فرانسه است.